# 海螂目
海螂目是雙殼綱異齒亞綱之下的一個海洋蛤蜊動物的目，包括多種日常食用海產，例如：象拔蚌、軟殼蛤、船蛆等。

## 型態描述
本目物種舊屬簾蛤目，所以其型態亦跟其他簾蛤目物種近似：這些穴居的軟體動物具有發達的虹吸管，其外殼較柔軟，而且沒有珠母層。部分物種只有一個主鉸齒，沒有側齒。

## 分類

### 2010年分類
根據WoRMS引述Bieler, Carter & Coan (2010年)的《雙殼綱科級生物分類修訂》，本目包括以下四個總科：
- 飾貝總科 Dreissenoidea　Gray, 1840
  - 飾貝科 Dreissenidae　Gray, 1840
- 海螂總科 Myoidea Lamarck, 1809
  - 抱蛤科 Corbulidae
  - 海螂科 Myidae
- 海笋总科 Pholadoidea Lamarck, 1809
  - 海笋科 Pholadidae：又名鸥蛤科
  - 蛀船蛤科 Teredinidae
- Pleuromyoidea總科 Zittel, 1895†：未經核實，只有化石種。

以上四個總科可以概括成為海螂亞目（Myina），但比較少人使用。
此外，
- Aloididae科 Thiele, 1934被認為其實是抱蛤科的異名；
- Myacidae科被認為其實是海螂科的異名；
- Pholadacea總科被認為其實是Pholadoidea總科 Lamarck, 1809的異名。

缝栖蛤总科（Hiatelloidea）、异韧带总目及開腹蛤总科（Gastrochaenoidea）與各總科其下所有科原屬本目，但在本分類被歸在真異齒下綱之下的地位未定分類。

### 2017年分類
缝栖蛤总科被劃歸貧齒蛤目。

## 外部連結
- Animaldiversity （页面存档备份，存于）
- Taxonomicon （页面存档备份，存于）